# Per Collinder
Per Collinder (Sundsvall, 22. svibnja 1890. – Uppsala, 6. prosinca 1974.) bio je švedski astronom.
Rođen je u Sundsvallu, a poznat je po katalogu otvorenih skupova koji je objavio 1931. godine, a koji je danas poznat kao Collinderov katalog. Napisao je knjige Povijest navigacije i Svjetovi u orbiti.
Dva puta se ženio, a prva supruga rodila mu je četvero djece. Collinder je umro u Uppsali.